# Міський повіт (КНР)
Міський повіт (також місто-повіт, місто повітового рівня; кит. трад. 縣級市, спр. 县级市, піньїнь: xiànjíshì, англ. county-level city) — адміністративна одиниця третього рівня в Китайській Народній Республіці.
Місто-повіт зазвичай є результатом злиття міського ядра і сільського повіту; часто це колишні густонаселені повіти 1980-х та 1990-х, які мали власний адмінподіл до об'єднання.